# Oxytropis subfalcata
Oxytropis subfalcata är en ärtväxtart som beskrevs av Henry Fletcher Hance. Oxytropis subfalcata ingår i släktet klovedlar, och familjen ärtväxter.

## Underarter
Arten delas in i följande underarter:
- O. s. albiflora
- O. s. subfalcata